# Galina Sajin
Galina Sajin (n. 17 iunie 1973) este o jurnalistă din Republica Moldova, fost deputat în legislaturile 2019-2021 și 2021-2025 ale Parlamentului Republicii Moldova, reprezentantă a Partidului Acțiune și Solidaritate (PAS).

## Biografie
Sajin a absolvit în 1994 Facultatea de Jurnalism a Universității de Stat din Moldova. În 1994-2006, a lucrat ca magazioneră la Fabrica de sticlă din Chișinău. Ulterior, până în 2019, a fost asistentă familială în Italia. Aflându-se peste hotare, s-a implicat activ în campania „Adoptă un Vot”, lansată de diasporă pe rețelele de socializare în pragul alegerilor prezidențiale din 2016.

### Activitate politică
Galina Sajin a candidat din partea Blocului electoral „ACUM Platforma DA și PAS” în circumscripția uninominală 50 (la vest de Republica Moldova) la alegerile parlamentare noi din 20 octombrie 2019 desfășurate doar în circumscripțiile uninominale nr. 17, 33, 48, 50; la alegerile parlamentare ordinare din acel an circumscripția nr. 50 fusese câștigată de Maia Sandu, care între timp a depus mandatul pentru a deveni prim-ministru. La alegerile parlamentare din 2021 a candidat cu numărul 21 pe lista Partidului Acțiune și Solidaritate și și-a păstrat fotoliul de deputat. La 18 ianuarie 2024, și-a dat demisia „din motive personale” și a fost înlocuită de Veronica Briceag.